# Florence Luchaire
Florence Luchaire (París, 15 de agosto de 1926-París, 27 de diciembre de 1982) fue una actriz y bailarina de nacionalidad francesa. 

## Biografía
Nacida en París, Francia, era hija de Jean Luchaire, célebre periodista fusilado tras la Liberación por colaboracionismo, y nieta del historiador y escritor Julien Luchaire. Una de sus hermanas fue la actriz cinematográfica Corinne Luchaire.
Desde 1945 a 1948 estuvo casada con el actor René Arrieu, miembro de la Comédie-Française. En 1948 se casó con Jean Moign, con el que participó en el grupo teatral Théâtre populaire de Bretagne.
Florence Luchaire falleció en París en 1982.

## Filmografía
- 1937 : La Mort du cygne, de Jean Benoît-Lévy y Marie Epstein
- 1939 : Le Feu de paille, de Jean Benoît-Lévy
- 1949 : Au royaume des cieux, de Julien Duvivier